# Parchów (gromada)
Parchów – dawna gromada, czyli najmniejsza jednostka podziału terytorialnego Polskiej Rzeczypospolitej Ludowej w latach 1954–1972.
Gromady, z gromadzkimi radami narodowymi (GRN) jako organami władzy najniższego stopnia na wsi, funkcjonowały od reformy reorganizującej administrację wiejską przeprowadzonej jesienią 1954 do momentu ich zniesienia z dniem 1 stycznia 1973, tym samym wypierając organizację gminną w latach 1954–1972.
Gromadę Parchów z siedzibą GRN w Parchowie utworzono – jako jedną z 8759 gromad na obszarze Polski – w powiecie lubińskim w woj. wrocławskim, na mocy uchwały nr 20/54 WRN we Wrocławiu z dnia 2 października 1954. W skład jednostki weszły obszary dotychczasowych gromad Parchów i Pogorzeliska ze zniesionej gminy Parchów w powiecie lubińskim w woj. wrocławskim oraz obszar dotychczasowej gromady Jabłonów ze zniesionej gminy Radwanice w powiecie głogowskim w woj. zielonogórskim
. Dla gromady ustalono 12 członków gromadzkiej rady narodowej.
31 grudnia 1961 do gromady Parchów włączono wieś Nowa Wieś Lubińska ze zniesionej gromady Jędrzychów w tymże powiecie.
1 stycznia 1972 gromadę zniesiono, a jej obszar włączono do gromady Polkowice w tymże powiecie.